# Abzinsung und Aufzinsung

Abzinsung zur Ermittlung des Kapitalwerts (Beispielhafte Übersicht)

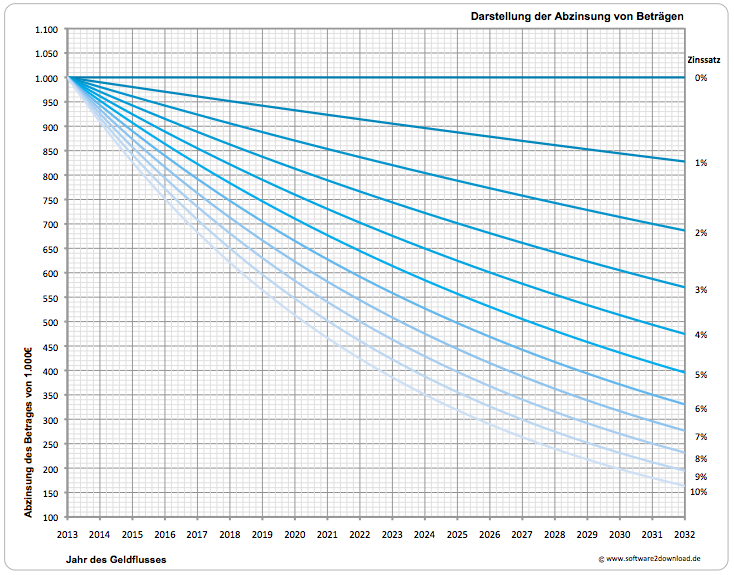
Jährliche Abzinsung mit Abzinsungsfaktoren als Diagramm

Die Abzinsung (auch Diskontierung, engl. discounting; oft auch Abdiskontierung genannt) ist eine Rechenoperation aus der Finanzmathematik. Berechnet wird hierbei der Wert einer zukünftigen Zahlung. Häufig wird mittels Diskontierung der gegenwärtige Wert (Barwert) einer zukünftigen Zahlung ermittelt.
Entsprechend ist die Aufzinsung (auch Askontierung) die umgekehrte Rechenoperation. Bei ihr wird der Wert, den eine Zahlung zu einem späteren Zeitpunkt hat, ermittelt.
Auf Grund der Existenz von (positiven) Zinsen hat derselbe Geldbetrag einen umso höheren Wert, je früher man ihn erhält, siehe Zeitwert des Geldes. Dieser Zusammenhang wird durch die Rechenoperationen der Abzinsung und Aufzinsung wiedergegeben.
Der Wert {\displaystyle V}, den eine zum Zeitpunkt {\displaystyle t_{2}} fließende Zahlung der Höhe {\displaystyle C} zum Zeitpunkt {\displaystyle t_{1}} hat, berechnet sich als Produkt von {\displaystyle C} und dem Diskontierungsfaktor {\displaystyle DF} oder Abzinsfaktor {\displaystyle AF}, der eine Funktion der Zeitpunkte {\displaystyle t_{1}} und {\displaystyle t_{2}} sowie des maßgeblichen Zinssatzes {\displaystyle i} ist.
{\displaystyle V=C\cdot DF(i,t_{1},t_{2})}
Da es sich um eine Abzinsung handelt, liegt der Zeitpunkt {\displaystyle t_{1}} vor dem Zeitpunkt {\displaystyle t_{2}} ({\displaystyle t_{1}<t_{2}}).
Der Aufzinsungsfaktor {\displaystyle AF} ist einfach der Kehrwert des Diskontierungsfaktors für den gleichen Zeitraum. Er dient z. B. zur Ermittlung eines Endwertes.
Positive Zinssätze vorausgesetzt, ist der Diskontierungsfaktor {\displaystyle DF} immer kleiner als {\displaystyle 1} und größer als {\displaystyle 0}. Entsprechend ist der Aufzinsungsfaktor immer größer als {\displaystyle 1}. Die genaue Form des Aufzinsungs- und des Diskontierungsfaktors hängt von der gewählten Zinskonvention ab.
Bei den Zinsen kann es sich sowohl um tatsächliche Zinsen (Marktzinsen) als auch um fiktive, etwa kalkulatorische oder Alternativzinsen handeln (wie zum Beispiel bei der Unternehmensbewertung).

## Bestimmung des Diskontierungsfaktors und des Aufzinsfaktors
Im Folgenden wird die Form des Diskontierungsfaktors {\displaystyle DF} zunächst für eine Abzinsung auf die Gegenwart (d. h. {\displaystyle t_{1}=0}) angegeben. Der Diskontierungsfaktor hängt dann nur noch vom Zeitpunkt der künftigen Zahlung {\displaystyle t_{2}}, dieser kann dann einfach ohne Index als {\displaystyle t_{2}=t} geschrieben werden, und dem verwendeten Zinssatz {\displaystyle i} ab. Der Aufzinsfaktor {\displaystyle AF} gilt analog für die Aufzinsung einer gegenwärtigen Zahlung auf einen späteren Zeitpunkt  {\displaystyle t_{2}=t}.

### Lineare Verzinsung
Die lineare Verzinsung wird normalerweise für Zeiträume angewendet, die kleiner als ein Jahr sind. Die Faktoren {\displaystyle DF} und {\displaystyle AF} berechnen sich zu
{\displaystyle DF={\frac {1}{1+{\frac {n}{m}}i}},~AF={1+{\frac {n}{m}}i}}
wobei {\displaystyle n} die Anzahl der Zinstage bis {\displaystyle t_{2}} und {\displaystyle m} die Anzahl der Zinstage pro Jahr nach der gewählten Zinsberechnungsmethode sind.
Beispiel
- Beträgt der Zinssatz 5 % und {\displaystyle t} liegt 3 Monate in der Zukunft, dann beträgt der Diskontierungsfaktor bei Verwendung der Zinsberechnungsmethode 30/360 (d. h. 30 Zinstage pro Monat und 360 Zinstage pro Jahr, sogenannte deutsche Methode)
- {\displaystyle DF={\frac {1}{(1+{\frac {3\cdot 30}{360}}\cdot 0{,}05)}}={\frac {1}{1{,}0125}}=0{,}98765}.
- Das heißt, dass eine Zahlung von 100 EUR, die man in 3 Monaten erhält, abgezinst einen gegenwärtigen Wert von 98,77 EUR hat.

### Exponentielle Verzinsung
Die exponentielle Verzinsung wird normalerweise für Zeiträume verwendet, die länger als ein Jahr sind. Sie berücksichtigt implizit Zinseszinseffekte. Liegt der Zinssatz bei {\displaystyle i} und erfolgt die Zahlung in {\displaystyle t} Jahren, so ist der Diskontierungsfaktor
{\displaystyle DF={\frac {1}{(1+i)^{t}}},~AF={(1+i)^{t}}}.
Beispiel
- Beträgt der Zinssatz wiederum 5 % und '{\displaystyle t} liegt 4 Jahre in der Zukunft, dann betragen die Faktoren
- {\displaystyle DF={\frac {1}{(1+0{,}05)^{4}}}=0{,}82270}.

### Stetige Verzinsung
Die stetige Verzinsung ist ein Sonderfall der exponentiellen Verzinsung und wird häufig bei theoretischen finanzmathematischen Fragestellungen verwendet. Sie berücksichtigt Zinseszinseffekte. Der Diskontierungsfaktor für eine Zahlung in {\displaystyle t} Jahren lautet hier
{\displaystyle DF=e^{-i\cdot t},\,AF=e^{i\cdot t}}.
{\displaystyle e} ist hierbei die Eulersche Zahl
Beispiel
- Bei Verwendung derselben Parameter wie bei dem Beispiel zur exponentiellen Verzinsung beträgt der Diskontierungsfaktor
- {\displaystyle DF=e^{-0{,}05\cdot 4}=2{,}71828^{-0{,}2}=0{,}81873},
- liegt also nahe bei dem für die exponentielle Verzinsung

### Abzinsung auf einen zukünftigen Zeitpunkt
Liegt der Zeitpunkt, auf den abgezinst werden soll, in der Zukunft, erfolgt die Berechnung analog. Der zu verwendende Zinssatz ist dann ein Zinssatz für einen Zeitraum, der in der Zukunft startet und entspricht damit einem Forward-Zins. Wird ein Zinssatz von {\displaystyle i} angenommen, der Zeitpunkt der Zahlung {\displaystyle t_{2}} liegt in 9 Monaten und es soll auf einen Zeitpunkt {\displaystyle t_{1}} in 3 Monaten abgezinst werden, so lautet der Diskontfaktor
{\displaystyle DF={\frac {1}{1+{\frac {(9-3)\cdot 30}{360}}i}}},
wenn eine lineare Verzinsung und wiederum die deutsche Zinsmethode angenommen wird. Es wird über (9 − 3) Monate = 6 Monate abgezinst, weil der Zeitpunkt, auf den abgezinst wird, 6 Monate vor dem Zeitpunkt der Zahlung liegt.